# Cheilolejeunea cedercreutzii
Espèce
Synonymes
- Euosmolejeunea cedercreutzii H. Buch & Perss.[1]

Statut de conservation UICN

 EN  : En danger
Cheilolejeunea cedercreutzii est une espèce de plantes de la famille des Lejeuneaceae.

## Publication originale
- Feddes Repertorium 87: 188. 1976.